# Angeiomyia spinulosa
Angeiomyia spinulosa är en tvåvingeart som beskrevs av Jean-Jacques Kieffer och Herbst 1909. Angeiomyia spinulosa ingår i släktet Angeiomyia och familjen gallmyggor. Inga underarter finns listade i Catalogue of Life.